# EN-standard
EN, Europæisk Norm er en betegnelse for europæiske standarder udarbejdet af den europæiske standardiseringsorganisation, CEN (European Committee for Standardization).